# Monthelie
Monthelie is een gemeente in het Franse departement Côte-d'Or (regio Bourgogne-Franche-Comté) en telt 200 inwoners (1999). De plaats maakt deel uit van het arrondissement Beaune.

## Geografie
De oppervlakte van Monthelie bedraagt 3,2 km², de bevolkingsdichtheid is 62,5 inwoners per km².
De onderstaande kaart toont de ligging van Monthelie met de belangrijkste infrastructuur en aangrenzende gemeenten.

## Demografie
Onderstaande figuur toont het verloop van het inwonertal (bron: INSEE-tellingen).